# Юбилеен марш
Юбилеен марш е военен марш, композиран от Дико Илиев.
Пръв професионален запис на марша прави Представителния духов оркестър при МНО с диригент Иван Денов. Изпълнението е записано от БНР. 